# Computer-aided software engineering

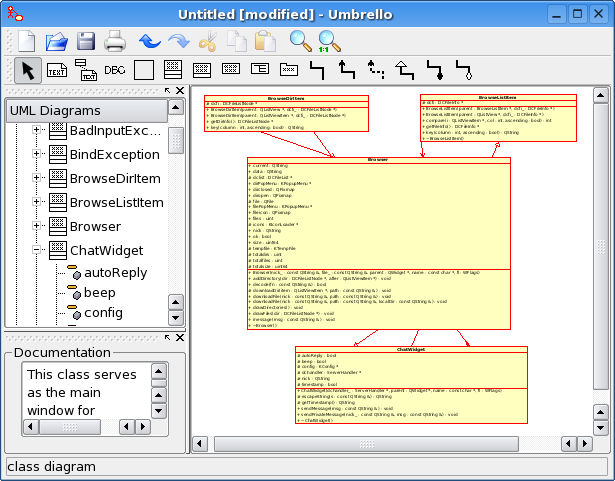
Esempio di un CASE tool.

In informatica gli strumenti C.A.S.E. (acronimo di Computer-Aided Software Engineering, ovvero sviluppo del software assistito dal computer) sono quelli che supportano lo sviluppo del software attraverso interfacce grafiche (shell) e visuali e librerie di funzionalità.
Tali sistemi hanno notevolmente semplificato la scrittura di linee di codice con relativi benefici anche alla conformità agli standard del software stesso.

## Storia
Il primo strumento C.A.S.E di cui si ha notizia, e comunque il più noto (del tempo) è Information Engineering Workbench
(IEW) sviluppato su piattaforma DOS agli inizi degli anni ottanta. Quel "workbench" fu sviluppato dalla Database Design (fondata da James Martin nel 1979), con la collaborazione dei consulenti Ernst & Young.
Nel 1985, in occasione della fusione della Database Design diventata KnowledgeWare, con la Tarketon Software Inc, il "workbench" si arricchì di un generatore di codice COBOL.
Il 1988 è l'anno in cui KnowledgeWare (che è ormai anche il nome del C.A.S.E) introduce il primo generatore di codice basato su desktop ed inizia un vertiginoso sviluppo (anche finanziario), da suscitare l'interesse della IBM. A parte una complessa storia di acquisizioni societarie, KnowledgeWare fu incorporato in AD/Cycle che era il C.A.S.E IBM in ambiente mainframe.
Altri nomi importanti dei primi anni novanta sono:
IEF (Information Engineering Facility) della Texas Instrument e DesignAid con LifeCycle Manager della Nastec Corporation. Il declino di questi prodotti coincide con il declino del mainframe che era la loro piattaforma operativa ottimale.
Tutti furono a vario titolo incorporati dalla Computer Associates.
Sempre negli anni novanta, in Italia si affermava un altro prodotto: dBsee dell'italiana ISA, un generatore di codice Clipper, basato su template. Altro prodotto Case degli anni novanta era Code Painter che permetteva la generazione di codice in Clipper attraverso il disegno dell'applicativo in maniera totalmente visuale e l'utilizzo dei Template.